# United States Eighth Fleet
La United States Eighth Fleet (Ottava Flotta degli Stati Uniti in lingua inglese) fu una flotta della United States Navy: creata nel marzo 1943 agli ordini del vice ammiraglio Henry Kent Hewitt, era la formazione che dirigeva le attività navali statunitensi nel mar Mediterraneo durante la seconda guerra mondiale, in coordinazione con le forze britanniche della Mediterranean Fleet; la Eighth Fleet prese parte alle principali operazioni anfibie nel bacino del Mediterraneo (lo sbarco in Sicilia, lo sbarco di Salerno e l'operazione Dragoon), fino al suo scioglimento nel settembre 1945 quando le sue funzioni passarono alla United States Twelfth Fleet.
Ricreata nel marzo 1946 agli ordini dell'ammiraglio Marc Mitscher come principale componente d'attacco della United States Atlantic Fleet, fu ridesignata come United States Second Fleet nel febbraio 1950.

## Storia

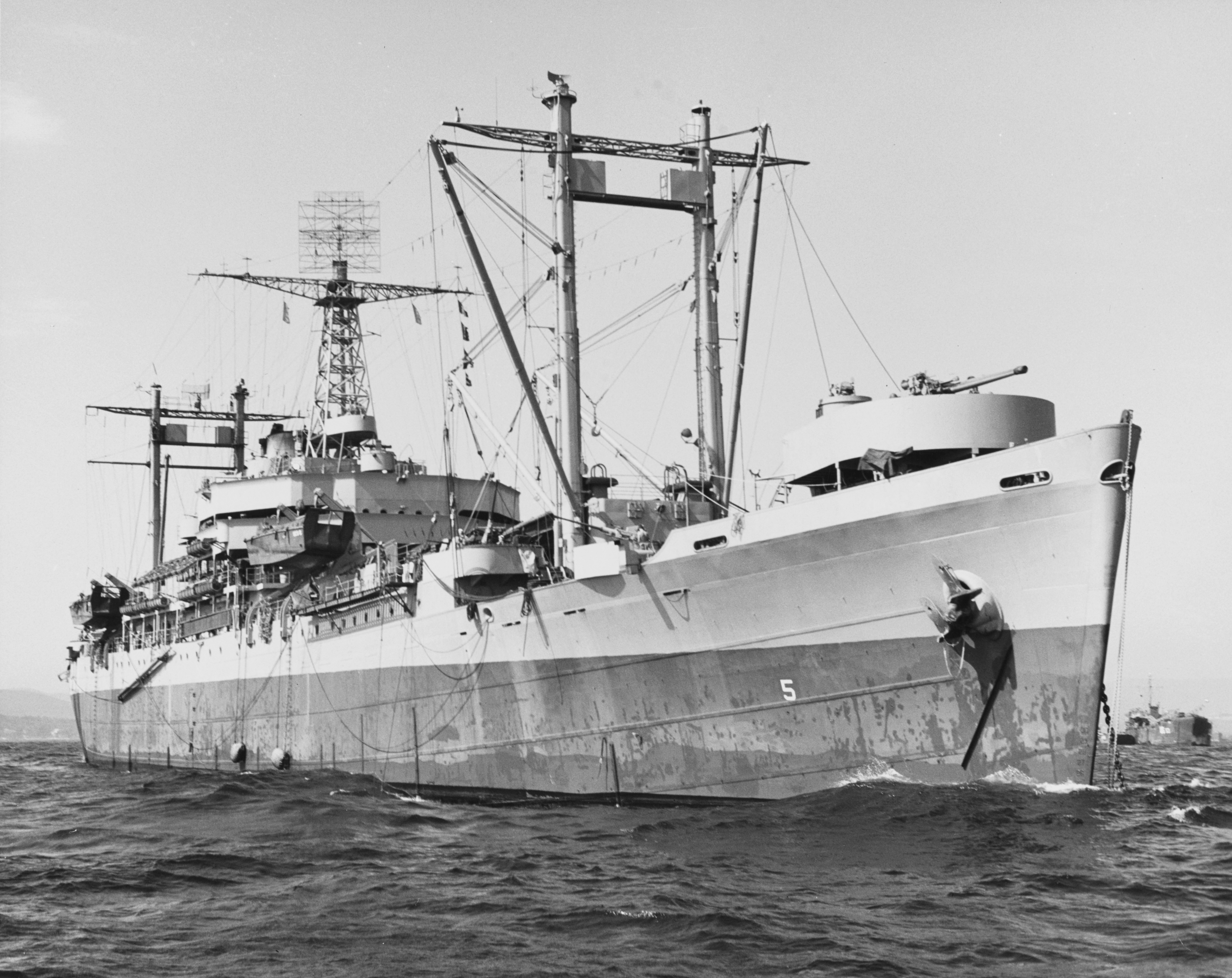
La, nave-comando della Eighth Fleet durante gli sbarchi dell'operazione Dragoon

La Eighth Fleet si originò dalla componente anfibia della Atlantic Fleet (Amphibious Forces, Atlantic Fleet), creata nell'aprile 1942 agli ordini del vice ammiraglio Henry Kent Hewitt e ridesignata come Task Force 34 durante gli sbarchi dell'operazione Torch nel novembre seguente; ridesignata come United States Forces North-West African Waters, la forza di Hewitt assunse quindi la denominazione di Eighth Fleet il 15 marzo 1943. Come formazione primariamente destinata alle operazioni di sbarco anfibio, la Eighth Fleet aveva una componente da combattimento piuttosto ridotta, incentrata su un pugno di incrociatori leggeri sostenuti da alcune flottiglie di cacciatorpediniere e cacciatorpediniere di scorta, con il nucleo centrale rappresentato invece da un gran numero di navi trasporto truppe e mezzi da sbarco di vario tipo.
La prima importante operazione della Eighth Fleet fu lo sbarco in Sicilia il 9 luglio 1943, cui la forza contribuì con cinque incrociatori leggeri (USS Boise, USS Savannah, USS Philadelphia, USS Brooklyn e USS Birmingham) e 25 cacciatorpediniere; questa stessa forza partecipò poi allo sbarco di Salerno il 9 settembre seguente. Per l'invasione della Francia meridionale (operazione Dragoon) del 15 agosto 1944, la formazione fu considerevolmente rafforzata con l'invio di unità pesanti tra cui tre navi da battaglia (USS Nevada, USS Texas e USS Arkansas), due portaerei di scorta (USS Tulagi e USS Kasaan Bay) e tre incrociatori pesanti (USS Quincy, USS Tuscaloosa e USS Augusta) distaccati dalla Atlantic Fleet
Con la conclusione della seconda guerra mondiale e la riorganizzazione delle forze navali statunitensi, la Eighth Fleet fu sciolta il 15 settembre 1945 e le sue unità trasferite alla United States Twelfth Fleet. Una seconda Eighth Fleet fu attivata il 1º marzo 1946 agli ordini dell'ammiraglio Marc Mitscher: la formazione divenne il principale braccio operativo della Atlantic Fleet riunendo sotto di sé il grosso delle portaerei assegnate alla flotta (tra cui le due nuove portaerei veloci USS Midway e USS Franklin D. Roosevelt) con le loro navi di scorta e d'appoggio, oltre a una divisione di navi da battaglia con la USS Wisconsin e la USS Missouri poi ritrasferita sotto il controllo diretto del comando della Atlantic Fleet. La formazione rimase in vita fino al febbraio 1950 quando, nell'ambito di una riorganizzazione dei comandi navali statunitensi, la Eighth Fleet assunse la nuova denominazione di United States Second Fleet.